# Operazione coperta
Un'operazione coperta (in inglese covert operation), nel gergo dello spionaggio, indica un'operazione segreta volta a cambiare le condizioni politiche di uno stato estero.

## Caratteristiche
In queste attività l'azione stessa, o il soggetto (il più delle volte, uno stato) mandante, o l'identità dell'agente devono rimanere segrete, dissimulate sotto diversa apparenza. Hanno una molteplicità di funzioni e scopi, soprattutto politici, per evitare la compromissione degli attori e l'esposizione all'opinione pubblica, che potrebbero portare a conseguenze non volute.

## Tipologie
Tra gli addetti ai lavori, si è soliti classificare le covert operations in quattro principali categorie:
1. Operazioni di propaganda, a sua volta distinta in bianca (la fonte della propaganda è palese), grigia (la propaganda non ha apparentemente alcuna fonte identificabile), nera (viene deliberatamente indicata alla pubblica opinione una falsa fonte della propaganda);
2. Operazioni di tipo politico: viene fornito aiuto a forze politiche amiche del paese oggetto di attività[2], o per influenzare o pilotare operazioni politiche e/o elettorali;
3. Operazioni di tipo economico: si cerca di mettere economicamente in crisi il paese considerato ostile[3];
4. Operazioni di tipo paramilitare: implicano un intervento armato, sono quelle che presentano sotto ogni profilo il maggior margine di rischio, pertanto vengono considerate extrema ratio (come ad esempio un colpo di Stato organizzato).